# Anarchéologie
L'anarchéologie est un concept philosophique conçu par Michel Foucault dans le cours au Collège de France du 30 janvier 1980 et réélaboré par Jean Vioulac en 2022 dans un livre qui porte ce titre.

## Définition

### Selon Michel Foucault

#### Le savoir
Michel Foucault part du postulat que le pouvoir repose sur le savoir, ce premier construit ainsi un savoir officiel. Celui-ci se traduit notamment dans une histoire nationale. Chaque autorité instaure donc un savoir. L'anarchéologie offre une approche différente, la recherche d'un savoir indépendant du pouvoir. Il s'agit d'un savoir qui ne se base pas sur une historicité du savoir, mais sur son présent. Ce refus du pouvoir est inspiré par les mouvements anarchiques.

#### Le pouvoir
Foucault s'oppose au pouvoir, mais reprend des idées propre à l'anarchie. Ainsi, il affirme que la suppression du pouvoir n'est pas un but, mais un point de départ. Il estime aussi que tous les pouvoirs ne sont pas à rejeter. Il faut les interroger et les critiquer.

### Selon Jean Vioulac
Jean Vioulac réintroduit le concept d’anarchéologie pour redéfinir la philosophie : « Le concept d’anarchéologie est la détermination rigoureuse de la philosophie une fois qu’elle a surmontée sa configuration métaphysique ». La philosophie ne se fonde plus sur une théologie, elle ne cherche plus le principe (arkhê) dans la transcendance et l’éternité, elle devient archéologie et recherche dans l’immanence et le passé, pour découvrir l’absence de tout principe et aboutir à une idée d’anarchie : « L’anarchéologie est l’archéologie phénoménologique qui assume le principe d’anarchie et démantèle les institutions hiérarchiques pour révéler l’abîme au-dessus duquel elles s’installent et qu’elles avaient pour fonction de dénier ».

## Adaptations
Entre juin et septembre 2017, le Centre Pompidou a organisé une exposition avec pour thème central le concept d'anarchéologie.